# Thomas Mayer (Fußballspieler, 1927)
Thomas Mayer (* 13. Mai 1927) ist ein ehemaliger deutscher Fußballspieler, der zehn Jahre für den FC Bayern München aktiv war.

## Karriere
Mayer gehörte mit 21 Jahren dem FC Bayern München als Mittelfeldspieler an, für den er in der Saison 1948/49 in der Oberliga Süd, der seinerzeit höchsten deutschen Spielklasse, erstmals 19 Punktspiele im Seniorenbereich bestritt, auch ein Tor erzielte und sich mit der Mannschaft als Dritter für die Teilnahme an der 2. Qualifikationsrunde zur Endrunde um die Meisterschaft 1948/49 qualifizierte.
Gegen den FC St. Pauli, den Zweiten der Oberliga Nord war in der 2. Qualifikationsrunde ein Ausscheidungsspiel notwendig, das am 5. Juni 1949 im Eilenriedestadion zu Hannover 1:1-Unentschieden nach Verlängerung endete und ein Wiederholungsspiel erforderlich machte. Bereits einen Tag später verlor er mit der Mannschaft an gleicher Stätte mit 0:2 und verpasste den Einzug in die Endrunde.
In der Folgesaison absolvierte er 28 von 30 Punktspielen und erzielte zwei Tore. Drei Tore, die meisten in einer Spielzeit, erzielte er in der Saison 1951/52. Nach dem schlechten Abschneiden in der Saison 1954/55 stieg er mit Mannschaft als Tabellensechzehnter in die 2. Oberliga Süd ab. In dieser trug er mit einem Tor in 21 Punktspielen zum 2. Tabellenplatz hinter dem Freiburger FC und damit zur Rückkehr in die Oberliga Süd bei. Am Ende der Oberligasaison, die er mit der Mannschaft als Zehntplatzierter abschloss, krönte er das Spieljahr 1957 in zwei eingesetzten Spielen um den DFB-Pokal mit dem Gewinn seines ersten Titels. In den mit 3:1 gegen den 1. FC Saarbrücken im Halbfinale und im mit 1:0 gegen Fortuna Düsseldorf im Finale gewonnenen Spielen agierte er über 90 Minuten. In der Folgesaison, seiner letzten für die Bayern wurde er noch neunmal eingesetzt; es war die einzige, in der ihm kein Tor gelang.

## Erfolge
- DFB-Pokal-Sieger 1957 (mit dem FC Bayern München)